# باور باولا
باور باولا (بالإسبانية: Power Paola)‏ هي فنانة قصص مصورة ورسامة كارتون كولومبية وإكوادورية، ولدت في 20 يونيو 1977 في كيتو في الإكوادور.